# Istanbul Challenger 2007
L'Istanbul Challenger 2007 è stato un torneo di tennis facente parte della categoria ATP Challenger Series nell'ambito dell'ATP Challenger Series 2007. Il torneo si è giocato a Istanbul in Turchia dal 6 al 12 agosto 2007 su campi in cemento.

## Vincitori

### Singolare
Miša Zverev ha battuto in finale  Lukáš Lacko con il punteggio di 6–4, 6–4.

### Doppio
James Auckland /  Ross Hutchins hanno battuto in finale  Dick Norman /  Kristof Vliegen con il punteggio di 5–7, 7–6(5), [10–7].